# Videochat

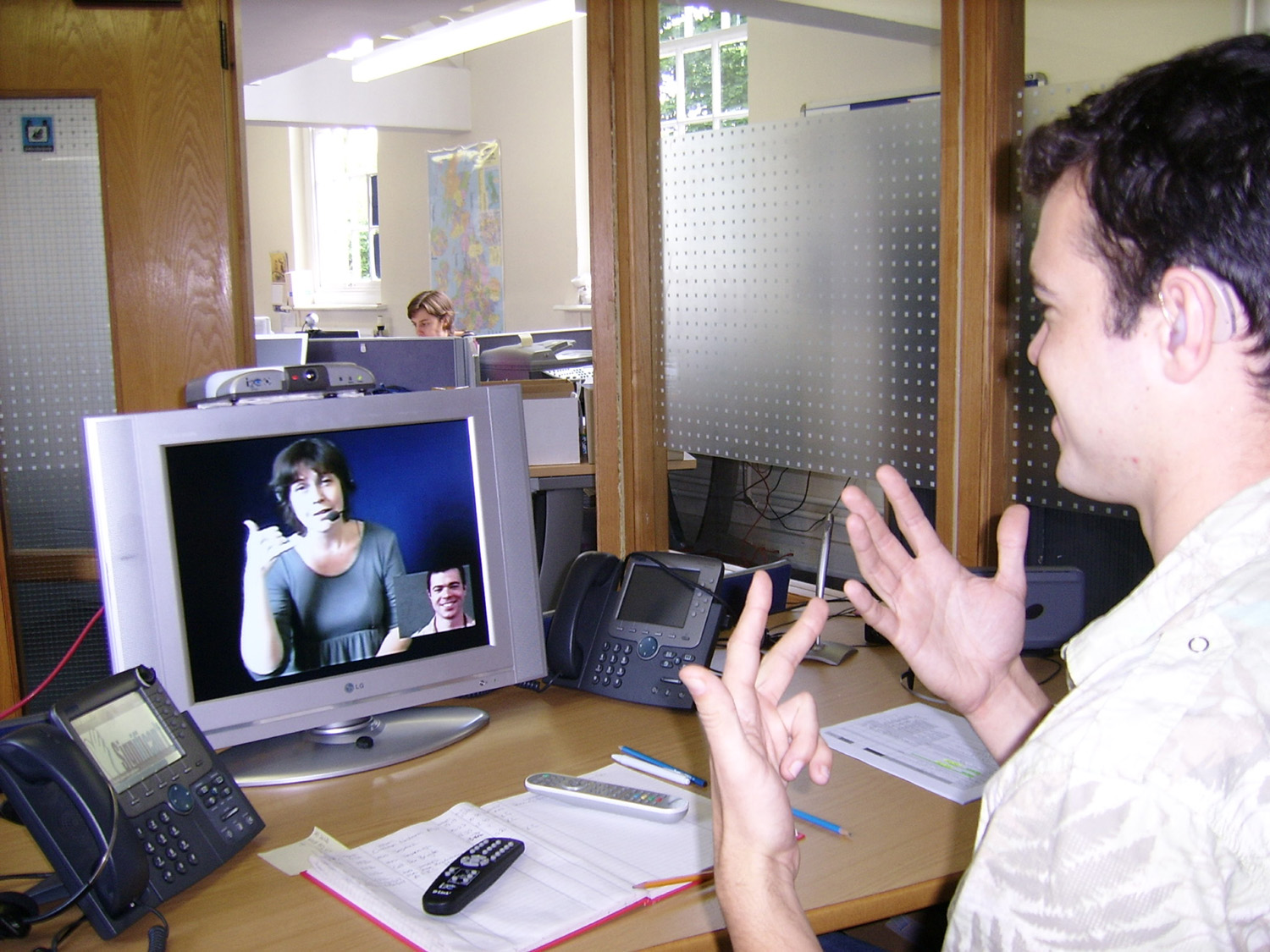
Videochat directo.

El videochat es una charla o conversación a través de Internet, entre dos o más personas, en la que además de intercambiar mensajes escritos, los interlocutores también pueden intercambiar mensajes orales y visuales, ya que utilizan micrófonos y cámaras de video.
Asimismo, se puede definir como variación de los servicios tradicionales chat, que permite la comunicación a través de Internet entre varios usuarios con capacidades de audio y video.
Existen principalmente dos acercamientos en la implementación del videochat, cada uno siguiendo el estilo de los dos principales modos de chat: IRC y mensajería instantánea. En el primero de los casos, un número arbitrario de usuarios se agrupan en una serie de salas o canales, y realizan una comunicación basada en multidifusión, es decir, se emite la información de forma que es accesible a todos los usuarios del canal, si bien la comunicación en privado en ocasiones es una opción. El otro acercamiento sería la videoconferencia en el sentido tradicional, en el que dos usuarios establecen comunicación de forma directa, junto con la posibilidad de poder comunicarse a través de texto.
El videochat basado en multidifusión suele ser el elegido por los sitios web que permiten videochat en línea, generalmente implementado con la tecnología Flash Video, aunque también existe software especializado.
El videochat directo es habitual en programas de mensajería instantánea como Skype, WhatsApp o Telegram.